# Igreja de São Pedro de Rates

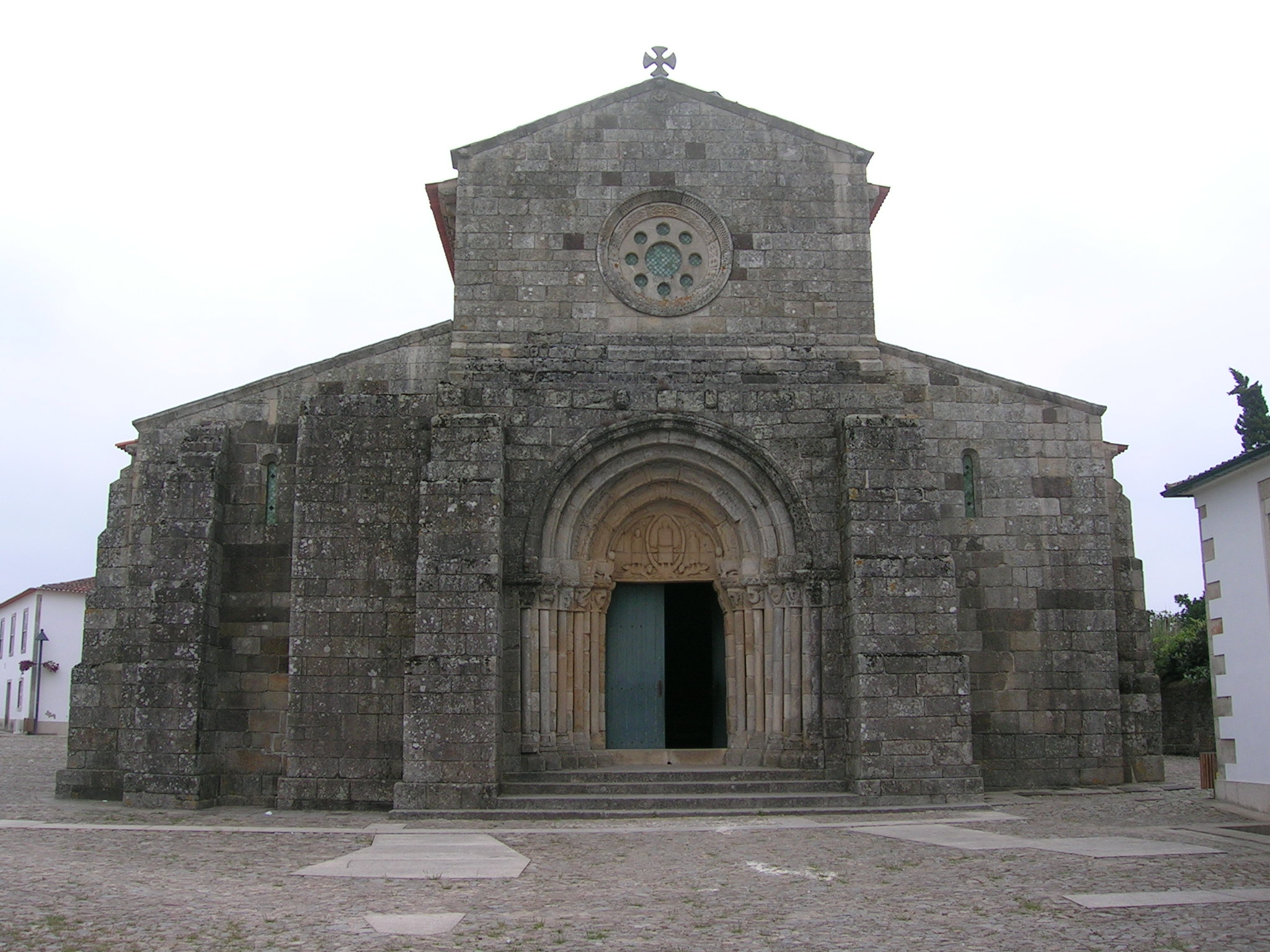
Igreja de São Pedro de Rates, inscrita em zona rural, com fachada assimétrica e portal com arquivoltas

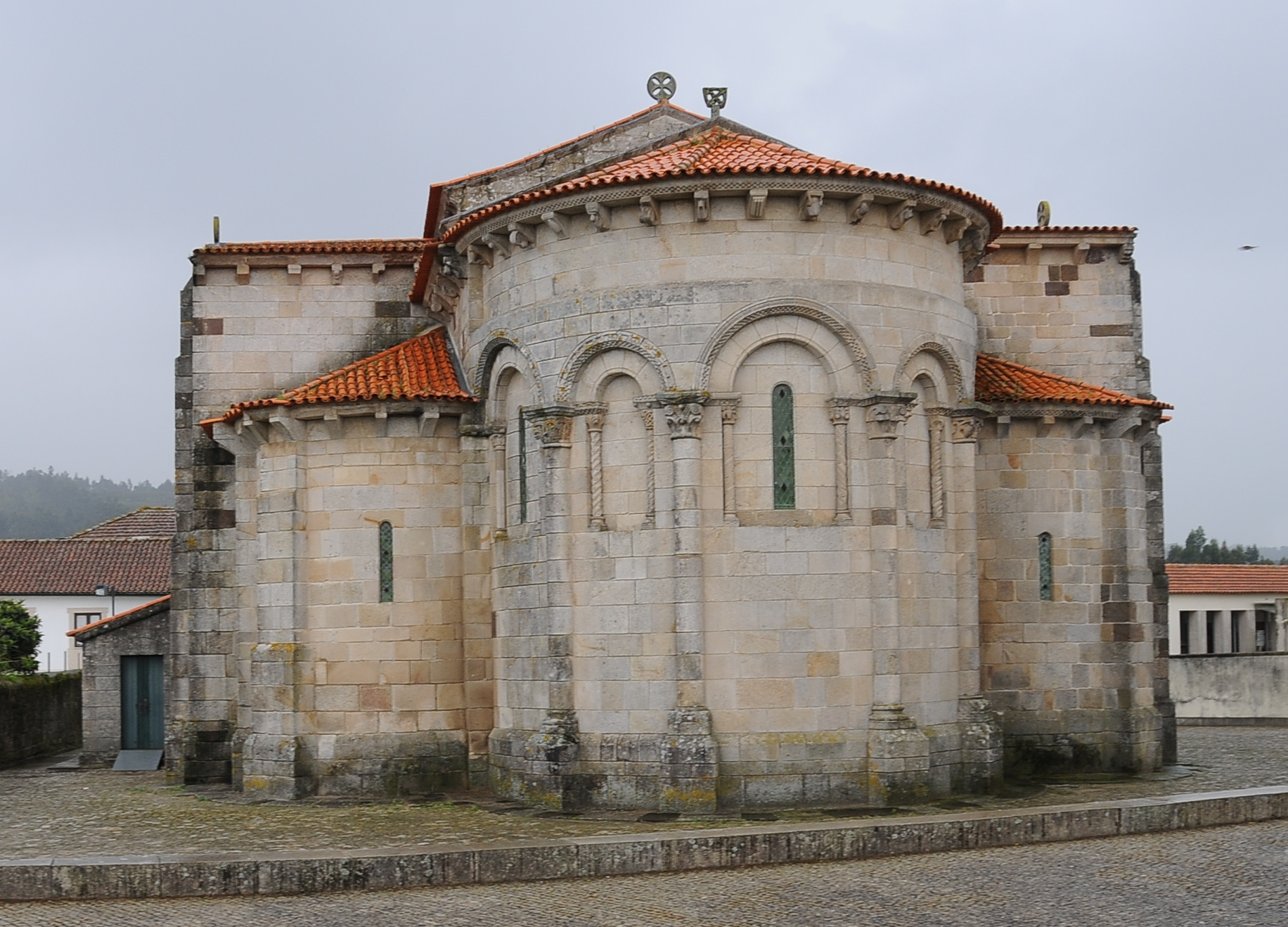
Igreja de São Pedro de Rates: transepto.

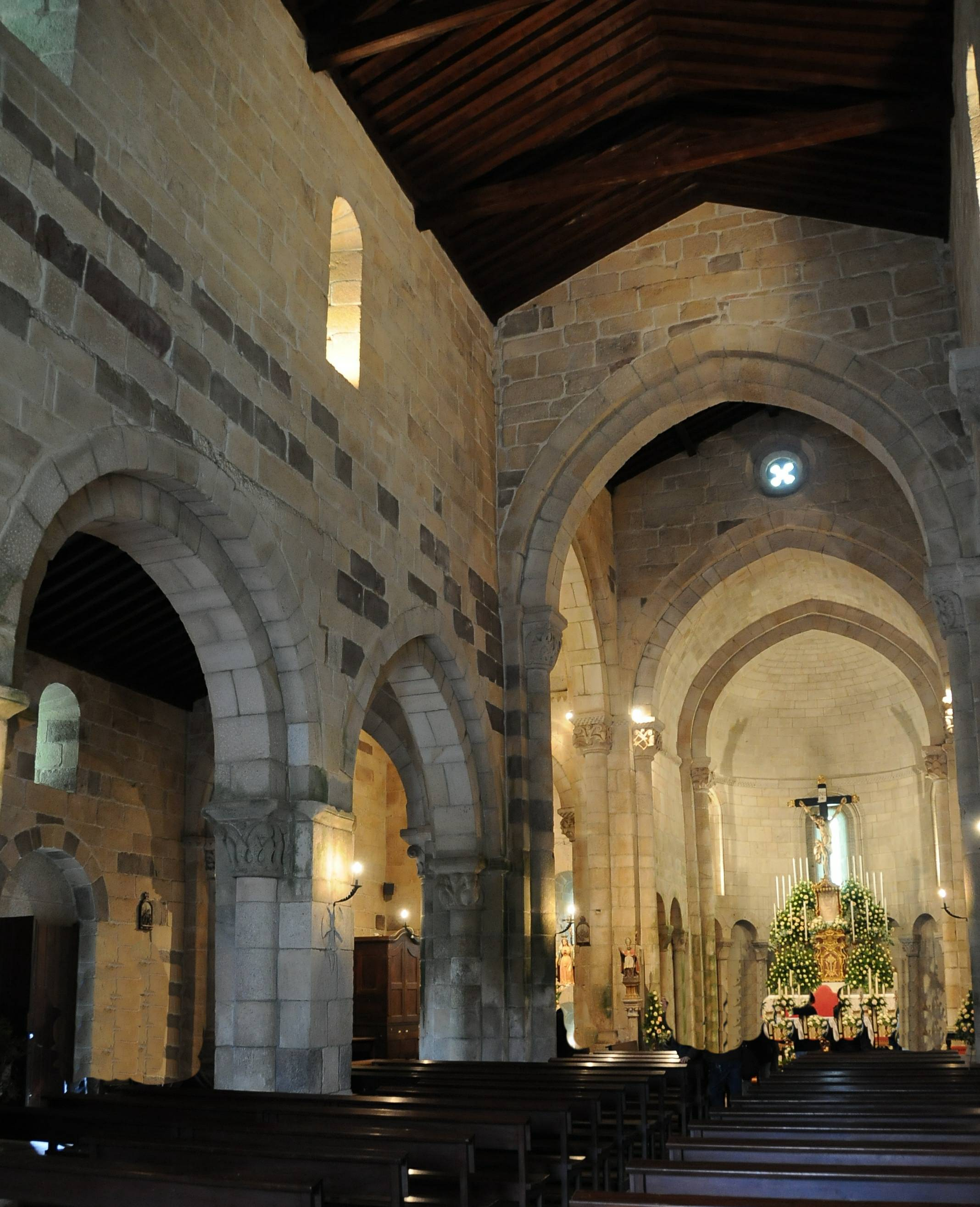
Igreja de São Pedro de Rates: interior.

A Igreja de São Pedro de Rates, também referida como Igreja Românica de Rates, localiza-se em São Pedro de Rates, município da Póvoa de Varzim, distrito do Porto, em Portugal. Constitui um dos mais importantes monumentos românicos medievais no então emergente reino de Portugal, dada a relevância das formas arquitectónicas e escultóricas.
Situada junto à bacia do rio Ave, é um dos mais importantes mosteiros beneditinos clunicenses e está ligado à lenda de São Pedro de Rates, mítico primeiro bispo de Braga, "primaz das Espanhas" (reinos da Península Ibérica), hipótese que remonta essencialmente ao século XVI.
A Igreja de São Pedro de Rates encontra-se classificada como Monumento Nacional desde 1910.

## História
Campanhas de pesquisa arqueológica levadas a cabo em 1997 e 1998 na área envolvente indicam que a atual igreja assenta no local de uma edificação que data do período suevo-visigótico e permitiram documentar as várias fases do desenvolvimento conventual e particular desde o século VI até ao presente. Esta terá sido reconstruída durante o período condal, no século XI, como evidenciam outros elementos, nomeadamente um aparente ante-corpo ocidental, provável "narthex" do templo pré-românico, onde foi encontrada uma estela romana, posteriormente cristianizada pelos séculos VI-VII e reaproveitada na fase pré-românica. Desta última restam poucos vestígios, salientando-se as bases das colunas junto à entrada principal e alguns capitéis.
O edifício atual é resultado da refundação cluniacense do século XIII, graças à doação de Henrique de Borgonha, Conde de Portugal e Teresa de Leão do mosteiro de Rates, que se encontrava arruinado, ao Priorado, ligado à Ordem de Cluny, de La Charité sur Loire, Auxerre em França, para que ali fosse implantada a Regra Beneditina.
Até 1552, a igreja guardava o Corpo de São Pedro de Rates antes de este ter sido transferido para a Sé de Braga. São Pedro de Rates seria um bispo ordenado por Santiago Mata-Mouros e decapitado quando celebrava uma missa. Um eremita chamado Félix deu sepultura ao corpo mutilado e decomposto do bispo.
Encontra-se classificada como Monumento Nacional.

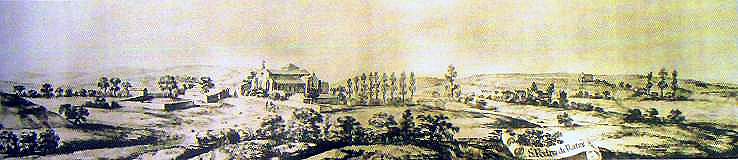
São Pedro de Rates em 1669 por Pier Maria.

## Características
É uma Igreja de três naves e quatro tramos, de falso transepto, que revela várias hesitações e irregularidades na sua estrutura - como a diferente larguras das naves, o ritmo irregular dos pilares ou a existência de colunas adossadas - que reflectem o longo período de hesitações construtivas a que esteve sujeita. No restauro foi destruída aquela que talvez possa ser considerada a primeira experiência de abóbada ogival em Portugal, no tramo que cobria o portal lateral sul.
Toda a cobertura das naves é feita por tecto de madeira, sendo a cabeceira, formada pela ousia e dois absidíolos, abobada. Esta foi a zona mais restaurada, destacando-se a sua forma semicircular e as arcarias que decoram o exterior da capela-mor, mais alta que os absidíolos.
O acesso ao templo faz-se pelo imponente portal axial de cinco arquivoltas e arcos de volta perfeita, inserido na fachada ligeiramente assimétrica e contrafortada, em que se destaca a decoração escultórica dos capitéis, e sobretudo do tímpano. O conjunto da escultura deste templo é dos mais significativos do românico português.